# جان براک (بازیکن فوتبال)
جان براک (انگلیسی: John Brock; ۱۵ دسامبر ۱۹۱۵ – ۱ ژانویهٔ ۱۹۷۶) بازیکن فوتبال اهل بریتانیا بود.
از باشگاه‌هایی که در آن بازی کرده‌است می‌توان به باشگاه فوتبال فارست گرین راورز اشاره کرد.